# David Michael Jacobs
David Michael Jacobs (1942) è uno storico e saggista statunitense.
Professore associato alla Temple University, è ben conosciuto nel campo dell'ufologia per le sue ricerche sugli UFO e i rapimenti alieni.

## Carriera
Jacobs ha conseguito il PhD all'Università del Wisconsin-Madison nel 1973, nel campo della storia intellettuale. Egli scrisse la sua tesi sulla controversia riguardante gli UFO in America. Un'edizione riveduta della sua tesi fu pubblicata nel 1975 con il titolo The UFO Controversy in America. In seguito si è specializzato in storia e cultura popolare americana del XX secolo. Per più di 25 anni ha tenuto un corso su "Gli UFO nella società americana".
Jacobs afferma che gli interessi delle sue attuali ricerche riguardano la descrizione del ruolo delle esperienze anomale nella vita personale e culturale.

## Attività in ufologia
Jacobs ha un alto profilo nel campo dell'ufologia. Ha tenuto parecchie conferenze, rilasciato interviste e partecipato a numerosi programmi radiofonici e televisivi sul tema dei rapimenti alieni.
Negli anni recenti, Jacobs ha sostenuto pubblicamente che i risultati delle sue ricerche, che includono l'uso dell'ipnosi regressiva su coloro che affermano di essere stati rapiti da alieni, dimostrano che è in corso la creazione di ibridi tra umani e alieni per realizzare un programma segreto di infiltrazione con lo scopo finale di prendere il potere sulla Terra. Egli asserisce che questi ibridi stanno imparando a mescolarsi nella società in modo da non potere essere distinti dai normali umani e che questo sta accadendo in tutto il mondo.

## Critiche
Gli scettici fanno osservare che le teorie di Jacobs si basano solo sui racconti dei presunti rapiti e che l'ipnosi regressiva è oggetto di critiche nell'ambito della comunità scientifica.
I metodi usati da Jacobs e da altri ricercatori sui rapimenti alieni sono stati criticati in particolare da Susan Clancy e Carl Sagan.
Clancy ha evidenziato i problemi associati con questo tipo di ricerche e ha ipotizzato che le spiegazioni del fenomeno dei presunti rapimenti si possano ricercare nella paralisi nel sonno e nella creazione di falsi ricordi quando l'ipnotista guida il paziente. Jacobs ha ribattuto che le spiegazioni della Clancy sono erronee perché in numerosi casi i rapiti erano svegli e coscienti e pertanto la paralisi del sonno non è un'ipotesi plausibile.
Sagan ha invece affermato che i resoconti dei presunti rapiti dagli alieni assomigliano ai racconti di possessioni da parte di demoni che venivano riferiti in passato. Egli pertanto ritiene che tali fenomeni si possano spiegare con falsi ricordi o allucinazioni. Sulla creazione degli ibridi umani-alieni, Sagan ha obiettato che anziché rapire centinaia di esseri umani uno per uno basterebbe rapirne pochi, prelevare i loro spermatozoi e ovuli, estrarne il DNA, analizzarlo e modificarlo a piacimento. Il modo di procedere dei presunti alieni descritto dai sedicenti rapiti, come l'uso di strumenti che si trovano oggi in un qualsiasi ospedale terrestre, rivelerebbe una grande arretratezza in biologia che sarebbe inconcepibile per una specie così avanzata da effettuare lunghi viaggi nel cosmo.
Va rilevato che anche nell'ambiente ufologico non tutti condividono le tesi di Jacobs: mentre Budd Hopkins concorda sostanzialmente con lui, lo psicologo R. Leo Sprinkle, che ha studiato parecchi casi di presunti rapimenti alieni, ritiene invece che gli extraterrestri siano benevoli e le loro attività abbiano scopi positivi. Secondo Hilary Evans, questa diversità di opinioni dipenderebbe dalle diverse concezioni dei tre studiosi, che si rifletterebbero nel rapporto con i testimoni creando in essi suggestioni che farebbero venire fuori caratteristiche diverse dei presunti alieni.

## Pubblicazioni più conosciute
- The UFO Controversy in America. Bloomington: Indiana University Press, 1975. ISBN 9780253190062
- Secret Life: Firsthand Accounts of UFO Abductions. New York: Simon & Schuster, 1992. ISBN  	0671748572
- The Threat:Revealing the Secret Alien Agenda. Simon & Schuster, 1998.  	ISBN 0-6848-1484-6
- UFOs and Abductions: Challenging the Borders of Knowledge. Lawrence, Kan.: University Press of Kansas, 2000. ISBN 0700610324